# Grzegorz Śledziewski
Grzegorz Ryszard Śledziewski (ur. 18 lipca 1950 w Gdańsku) – polski kajakarz, trzykrotny mistrz świata, pięciokrotny wicemistrz świata, wielokrotny mistrz Polski, jeden z najlepszych kajakarzy polskich w historii, najlepszy kajakarz świata w 1974, trzykrotny olimpijczyk (1972, 1976, 1980).

## Kariera sportowa
W latach 1963-1972 był zawodnikiem MRKS Gdańsk, w latach 1973-1980 występował w barwach Stoczniowca Gdańsk. W 1969 zdobył swój pierwszy medal na arenie międzynarodowej, brązowy w konkurencji K-1 500 m na mistrzostwach Europy juniorów. Pierwsze znaczące sukcesy odniósł w 1970, zdobywając wicemistrzostwo świata w konkurencji K-1 500 m i brązowy medal w konkurencji K-1 1000 m, a także dwa tytuły mistrza Polski (K-1 500 m i K-1 1000 m). W 1971 sięgnął po trzeci w historii polskiego kajakarstwa złoty medal mistrzostw świata (w konkurencji K-1 1000 m). Łącznie 14 medali mistrzostw świata zdobywał na siedmiu zawodach mistrzowskich, w tym sześciu kolejnych (1970, 1971, 1973, 1974, 1975, 1977 i 1979, z przerwą w 1978), a w 1974 zdobył cztery medale (złoty, srebrny i dwa brązowe). Po zakończeniu kariery, w latach 1981-1989 pracował jako trener reprezentacji Finlandii, jego zawodnikiem był m.in. późniejszy mistrz olimpijski i mistrz świata Mikko Kolehmainen. W kolejnych latach zajmował się własnym biznesem. Był też wiceprezesem Polskiego Związku Kajakowego.

### Igrzyska olimpijskie
Trzykrotnie startował bez sukcesu na igrzyskach olimpijskich. W 1976 był chorążym polskiej ekipy na ceremonii otwarcia igrzysk.
- 1972: K-1 1000 m (8 m.)
- 1976: K-1 500 m (5 m.), K-1 1000 m (8 m.), K-2 500 m (odpadł w półfinale - z Ryszardem Oborskim)
- 1980: K-1 500 m (odpadł w półfinale), K-4 1000 m (4 m. - z Grzegorzem Kołtanem, Ryszardem Oborskim i Danielem Wełną)

### Mistrzostwa świata
- 1970: K-1 500 (2 m.), K-1 1000 m (3 m.)
- 1971: K-1 1000 m (1 m.)
- 1973: K-1 500 m (3 m.), K-1 1000 (2 m.), K-1 4 x 500 m (4 m. - z Ryszardem Oborskim, Władysławem Szuszkiewiczem i Rafałem Piszczem).
- 1974: K-1 500 m (3 m.), K-1 1000 m (2 m.), K-2 500 m (1 m. - z Ryszardem Oborskim), K-1 4 x 500 m (3 m. z Kazimierzem Góreckim, Andrzejem Matysiakiem i Ryszardem Oborskim)
- 1975: K-1 500 m (3 m.), K-1 1000 m (2 m.), K-4 1000 m (6 m. z Kazimierzem Góreckim, Grzegorzem Kołtanem i Andrzejem Matysiakiem), K-4 10000 m (14 m. z Kazimierzem Góreckim, Andrzejem Matysiakiem i Ryszardem Oborskim)
- 1977: K-1 500 m (2 m.)
- 1979: K-4 500 m (3 m. - z Grzegorzem Kołtanem, Ryszardem Oborskim i Danielem Wełną), K-4 1000 m (2 m. - z Grzegorzem Kołtanem, Ryszardem Oborskim i Danielem Wełną)

### Mistrzostwa Polski
Zdobył 17 tytułów mistrza Polski:
- K-1 500 m: 1970, 1971, 1973, 1974, 1975, 1976, 1977
- K-2 500 m: 1975 (z Krzysztofem Sienkiewiczem)
- K-1 1000 m: 1970, 1971, 1972, 1973, 1974, 1975, 1976, 1977
- K-1 10000 m: 1974

## Wyróżnienia
- czterokrotnie w pierwszej "10" Plebiscytu Przeglądu Sportowego na najlepszego sportowca roku - 1970 (9 m.), 1971 (5 m.), 1974 (7 m.), 1975 (8 m.).
- najlepszy sportowiec regionu gdańskiego w Plebiscycie Dziennika Bałtyckiego (1971, 1974)
- najlepszy kajakarz świata w 1974 według Międzynarodowej Federacji Kajakowej
- wyróżnienie Fair Play Polskiego Komitetu Olimpijskiego za całokształt kariery sportowej (1997)
- Krzyż Kawalerski Orderu Odrodzenia Polski (M.P. z 1998, nr 45, poz. 629)